# De Laurentiis Entertainment Group
La De Laurentiis Entertainment Group (DEG) è stata una società di produzione/distribuzione fondata dal produttore italiano Dino De Laurentiis. L'azienda si distinse per la produzione e la distribuzione di Manhunter - Frammenti di un omicidio e di Transformers: the Animated Movie. Gli studios principali della società si trovavano a Wilmington (Carolina del Nord) mentre dal 1996 appartengono alla EUE Screen Gems Studios, dopo essere stati anche della Carolco Pictures. La prima pubblicazione degli studios è del 1986, ma già nel 1988 dopo Million Dollar Mystery la società fallì, a causa di ciò, anche gli altri film furono un flop al botteghino.

## Filmografia
- Codice Magnum (6 giugno, 1986)
- Mio mini pony - Il film (6 giugno, 1986)
- Brivido (25 luglio, 1986)
- Transformers: the Animated Movie (8 agosto, 1986)
- Manhunter - Frammenti di un omicidio (15 agosto, 1986)
- Velluto blu (19 settembre, 1986)
- Radioactive Dreams (19 settembre, 1986)
- Morte a 33 giri (24 ottobre, 1986)
- Tai-Pan (7 novembre, 1986)
- Body Slam (21 novembre, 1986)
- Crimini del cuore (12 dicembre, 1986)
- King Kong Lives (19 dicembre, 1986)
- La finestra della camera da letto (30 gennaio, 1987)
- Colpo di scena (6 febbraio, 1987)
- La casa 2 (13 marzo, 1987)
- Papà hai trovato un tesoro (12 giugno, 1987)
- Assassino senza colpa? (11 settembre, 1987)
- Il buio si avvicina (2 ottobre, 1987)
- Il seme della gramigna (16 ottobre, 1987)
- Hiding Out (6 novembre, 1987)
- Appuntamento con un angelo (20 novembre, 1987)
- L'agente Porter al servizio di Sua Maestà (4 dicembre, 1987)
- Cobra Verde (11 dicembre, 1987)
- Un poliziotto un blue jeans (6 maggio, 1988)
- Illegalmente tuo (13 maggio, 1988)
- Traxx (1988 in presa diretta)
- Pumpkinhead (14 ottobre, 1988)
- Dracula's Widow (1989)
- Bill & Ted's Excellent Adventure (17 febbraio, 1989)
- Le ragazze della Terra sono facili (12 maggio, 1989)

## Altri film
- Illegalmente tuo (13 maggio, 1988) (pubblicato dalla United Artists)
- Pumpkinhead (14 ottobre, 1988) (pubblicato dalla United Artists)
- Bill and Ted's Excellent Adventure (17 febbraio, 1989) (pubblicato dalla Orion Pictures)
- Earth Girls Are Easy (12 maggio, 1989) (pubblicato dalla Vestron Pictures)
- Rampage (23 ottobre, 1992) (pubblicato dalla Miramax Films)
- Collision Course (1992 in presa diretta) (pubblicato dalla Home Box Office)
- Kung Pow (25 gennaio 2002) (co-produced with Dino De Laurentiis Cooperation)

## Curiosità
- La distribuzione canadese delle produzioni della DEG sono state fatte dalla Paramount Pictures.
- La DEG aveva in pre-produzione una prima versione di Atto di forza con Patrick Swayze nei panni di Douglas Quaid e Bruce Beresford come regista, e doveva essere girato in Australia. Dopo il fallimento della DEG, il film è stato affidato alla Carolco Pictures che lo ha realizzato.